# Jørgen Lindhardsen
Jørgen Lindhartsen (født 25 april 1945 i Nakskov) deltog i finnjolle for Danmark til OL i 1976. I 1980 var han reserve, men fik æren af at bære Dannebrog ind ved åbningsceremonien.
Lindhartsen har siden vundet 25 DM medaljer, en række EM og også VM.[kilde mangler] Han har sejlet OK-jolle det meste af sin karriere. Men flere af mesterskaberne er i andre bådtyper.[kilde mangler]